# Dortmund
« Dortmund » redirige ici. Pour les autres significations, voir Dortmund (homonymie).
 (décembre 2024).
Si vous disposez d'ouvrages ou d'articles de référence ou si vous connaissez des sites web de qualité traitant du thème abordé ici, merci de compléter l'article en donnant les références utiles à sa vérifiabilité et en les liant à la section « Notes et références ».
 (décembre 2024).
Dortmund (/ˈdɔʁtmʊnt/  ; en latin : Tremonia ; en bas allemand : Düörpm ; en ancien français : Trémoigne) est une ville allemande située dans le Land de Rhénanie-du-Nord-Westphalie à l'est du bassin de la Ruhr. Sa population (603 609 habitants au 31 décembre 2019) en fait une des plus grandes villes de la région, la huitième plus grande ville d'Allemagne et la 34e de l'Union européenne.
Fondée vers 882, Dortmund est devenue une ville libre impériale. Tout au long des XIIIe et XIVe siècles, c'était le « chef-lieu » du Rhin, de la Westphalie, du Cercle néerlandais de la Ligue hanséatique. Après la guerre de Trente Ans, la ville fut détruite et perdit de son importance jusqu'au début de l'industrialisation. La ville est alors devenue l'un des plus importants centres allemands du charbon, de l'acier et de la bière. Dortmund a donc été l'une des villes les plus lourdement bombardées en Allemagne pendant la Seconde Guerre mondiale. Les bombardements dévastateurs, dont celui du 12 mars 1945, ont détruit 90 % des bâtiments de la ville. Ces raids de bombardement, avec plus de 1 110 avions, détiennent le record d'une seule cible pendant la Seconde Guerre mondiale.
La région s'est adaptée depuis l'effondrement de ses industries centenaires de l'acier et du charbon et s'est tournée vers la technologie biomédicale de haute technologie, la technologie des microsystèmes et les services. En 2009, Dortmund a été classée ville Nœud dans l'Index des Villes de l'Innovation publié par 2thinknow et est la ville la plus durable et numérique d'Allemagne,.
Dortmund abrite de nombreuses institutions culturelles et éducatives, notamment l'Université technique de Dortmund et l'Université des sciences appliquées et des arts de Dortmund, l'International School of Management et d'autres établissements éducatifs, culturels et administratifs comptant plus de 49 000 étudiants, de nombreux musées, tels que le Museum am Ostwall, le Musée d'art et d'histoire culturelle, le Musée allemand du football, ainsi que des théâtres et des salles de musique comme le Konzerthaus ou l'Opéra de Dortmund. Dortmund est également connue comme la « métropole verte » de la Westphalie, près de la moitié du territoire municipal consistant en voie navigable, bois, espace agricole et espaces verts parmi lesquels de vastes parcs comme le Westfalenpark (de) ou le Rombergpark (de). Cette particularité contraste avec l'exploitation minière et la sidérurgie exercées dans la région pendant près d'un siècle. La ville se trouve sur la rivière Emscher, affluent du Rhin qui coule au sud de la ville. Le canal Dortmund-Ems relie à la Mer du Nord le port de Dortmund (de), qui est le plus grand port d'Europe situé sur un canal.
Cette ville est également le siège du célèbre club de football Borussia Dortmund.

## Histoire
| Appartenances historiques Saint-Empire (Ville libre) 1236-1803 Principauté de Nassau-Orange-Fulde 1803-1806 Grand-duché de Berg 1806-1813 Royaume de Prusse (Province de Westphalie) 1815-1918 République de Weimar 1918-1933 Reich allemand 1933-1945 Allemagne occupée 1945-1949 Allemagne 1949-présent |

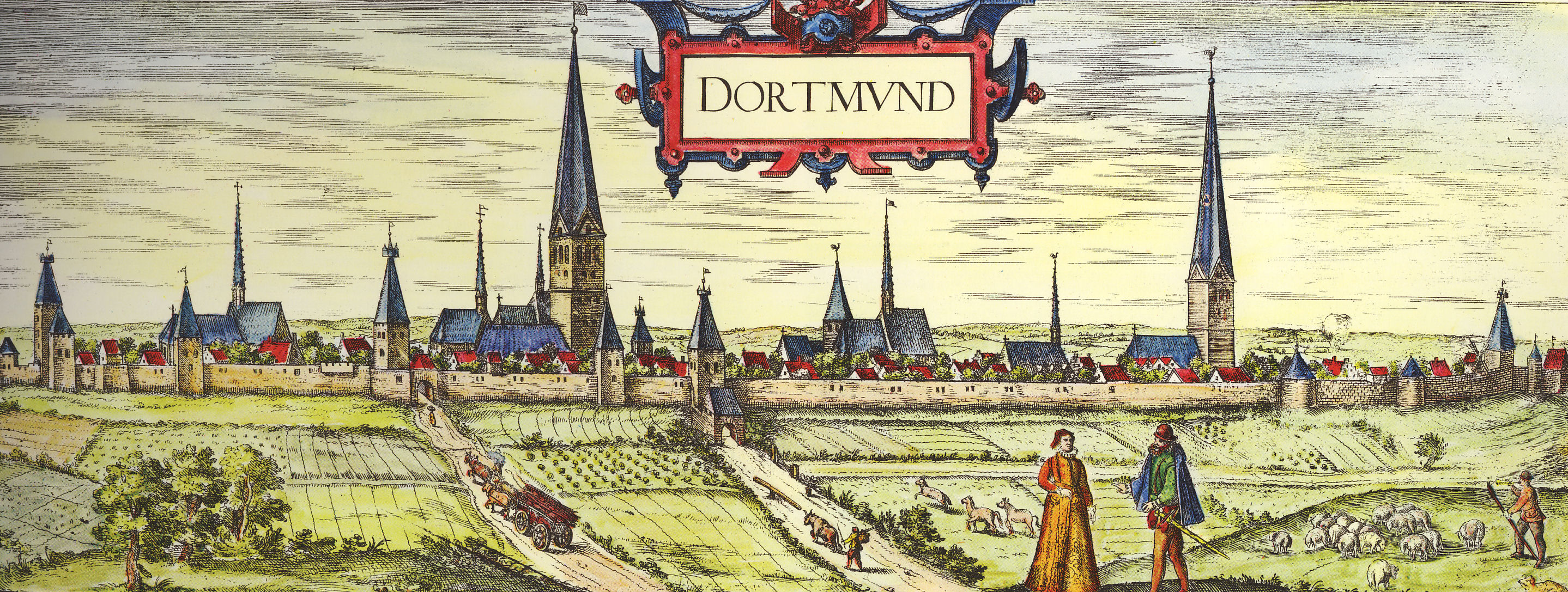
Vue historique de la ville allemande de Dortmund par Georg Braun et Franz Hogenberg (entre 1572 et 1618)

La légendaire Chanson des quatre fils Aymon indique que les fils Aymon se réfugièrent à Trémoigne, pour fuir Charlemagne.
L'histoire de Dortmund remonte à 880, époque où ce n'était qu'un petit village mentionné pour la première fois dans des documents officiels sous le nom de Throtmanni.
En 1152, l'empereur Frédéric Barberousse vint dans la région et fit reconstruire la ville qui avait été détruite dans un incendie peu de temps auparavant. Pendant deux ans, Dortmund fut la résidence de Barberousse, courte période qui permit à la ville de croître jusqu'à devenir une des plus puissantes villes de l'empire. Au cours du XIIIe siècle, Dortmund rejoint la ligue hanséatique. En 1236, elle obtient le statut de Ville libre d'Empire et en conséquence est directement soumise à l'empereur. En 1293, le roi Adolphe de Nassau autorise la ville à brasser sa propre bière. Dortmund deviendra le second producteur de bière mondial au Moyen Âge. Après 1320, la riche ville commerçante commence à apparaître sous la graphie « Dorpmunde » (dont l'étymologie est incertaine).

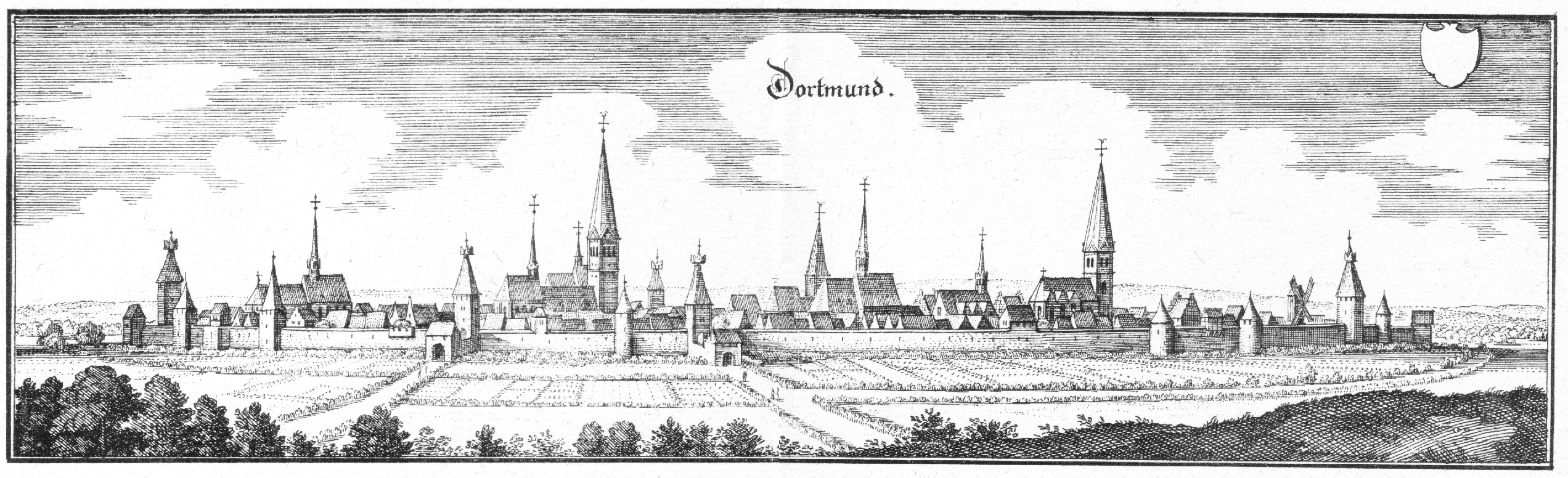
Dortmund en 1647

Dortmund fut une ville libre d'empire au sein du cercle du Bas-Rhin-Westphalie jusqu'en 1802, où elle devint une enclave de la principauté de la maison d'Orange-Nassau. En 1806, elle devint une part du duché de Berg. Après la défaite de Napoléon en 1815, Dortmund fut incorporée au royaume de Prusse au sein de la province de Westphalie. La ville était le chef-lieu du district d'Arnsberg jusqu'en 1875, puis elle constitua une ville-arrondissement au sein du district.
Durant le XIXe siècle, la Prusse s'industrialisant, la ville exploite abondamment ses richesses minières. La ville, comme toute la Ruhr, profite du charbon et de la sidérurgie. En 1852 Hermann Dietrich Piepenstock combinait quelques mines et usines sidérurgiques dans le Hoerder Bergwerks- und Hütten-Verein. En 1871 Leopold Hoesch fondait le Eisen- und Stahlwerk Hoesch AG et Adolph Hansemann en 1872 une Union AG für Bergbau, Eisen- und Stahl-Industrie. La ville a payé un lourd tribut à l'exploitation de la houille : le 11 février 1925, un coup de grisou y a tué 130 mineurs.
La ville deviendra le premier brasseur d'Europe, avec une trentaine de bières différentes, notamment les bières d'export préférées par la classe ouvrière. Ces bières étaient toujours associées au travail dans les mines et aux hauts-fourneaux. Aujourd'hui, alors que la bière pils fortement houblonnée du Sauerland a dépassé les bières très maltées de Dortmund, la ville a toujours une production importante, notamment avec sa marque DAB (Dortmunder Aktien-Brauerei).
Pendant la période de l'Allemagne nazie, Dortmund était la ville de l'Hôpital Aplerbeck, qui euthanasiait des personnes mentalement ou physiquement handicapées.
Pendant la Seconde Guerre mondiale, plus de 90 % de la ville, dont ses églises historiques, sont détruits par un total de 105 raids aériens et plus de 22 242 tonnes de bombes déversées.  Avant sa prise par le 16e corps de la 9 ème Armée US le 13 avril 1945, la ville est frappée par plus de 4 800 tonnes de bombes lors du raid du 12 mars 1945. Il s'agit du raid de bombardement le plus lourd contre une ville allemande, après quoi la vie sociale et économique s'est arrêtée. Selon des rapports de l'époque, il a été initialement envisagé de ne pas reconstruire le centre-ville. Cependant, la reconstruction est rapide et en 1950, la ville compte 500 000 habitants. Avec un taux de chômage de 2,3 %, le plein emploi et une bonne situation économique attirent de plus en plus d'immigrants, notamment les réfugiés des régions de l'Est. En 1956, Dortmund compte 624 000 habitants, et en 1965 658 075 habitants.
L'université de Dortmund existe depuis 1968. L'université - qui devient l'université technique de Dortmund en 2007 - et le centre technologique associé ont contribué au changement technique rapide des années 1980. L'extraction de charbon se termina en 1987 et la production d'acier en 2001. Aujourd'hui, la ville s'est reconvertie dans la culture et le secteur tertiaire. Elle est devenue aussi un centre de hautes technologies notamment dans les logiciels, la microtechnologie et les transports automatisés.

## Géographie

### Transports

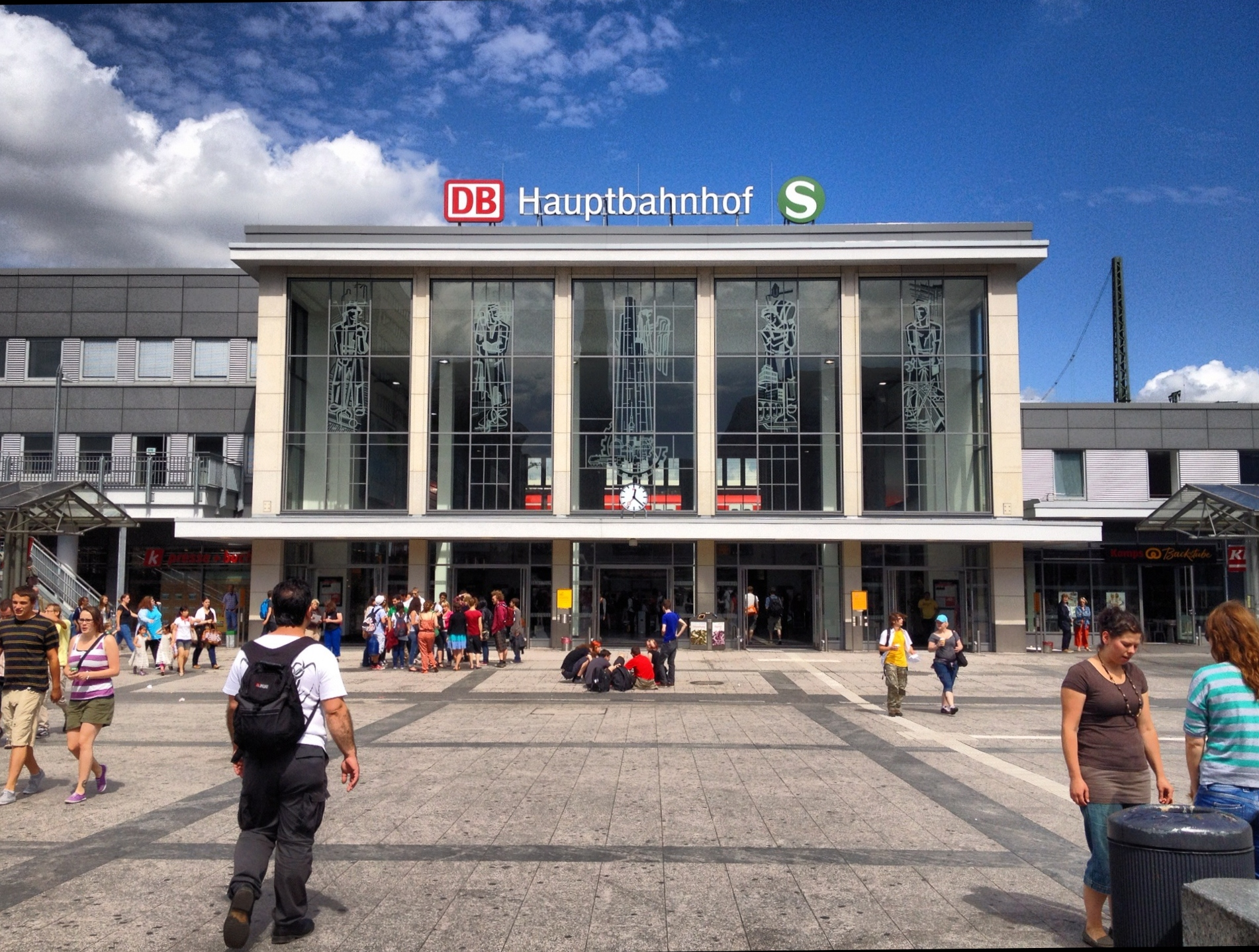
La gare centrale - (Hauptbahnhof)

L'aéroport de Dortmund est un aéroport moyen- situé à 13 km (8 miles) à l'est du centre de la ville à la limite de ville à Holzwickede.
La gare centrale (Dortmund Hauptbahnhof) est une grande plate-forme ferroviaire d'Allemagne.
Le port de Dortmund (Dortmunder Hafen) est le plus grand port de canal en Europe et le 11e des ports fluviaux allemands. Dortmund sert également de carrefour important aux réseaux autoroutiers européen et allemand. L'autoroute fédérale 40 suit de vieux itinéraires commerciaux de la Hanse reliant la ville aux autres métropoles de la Ruhr. Des connexions aux régions plus éloignées de l'Allemagne sont proposées par les autoroutes A1 et A2 qui passent à proximité du nord et de l'est de la ville et se croisent à l'échangeur de Kamener Kreuz situé au nord-est de Dortmund.
La ville comprend un système de transport public, reposant sur un réseau ferroviaire urbain, complété par des tramways et des autobus. Le H-Bahn de Dortmund est un monorail destiné à faire la navette entre les deux campus de l'université. Un système presque identique de monorail transfère des passagers à l'aéroport international de Düsseldorf.

### Climat
Dortmund possède un climat océanique, codé « Cfb » selon la classification de Köppen.

## Structure urbaine

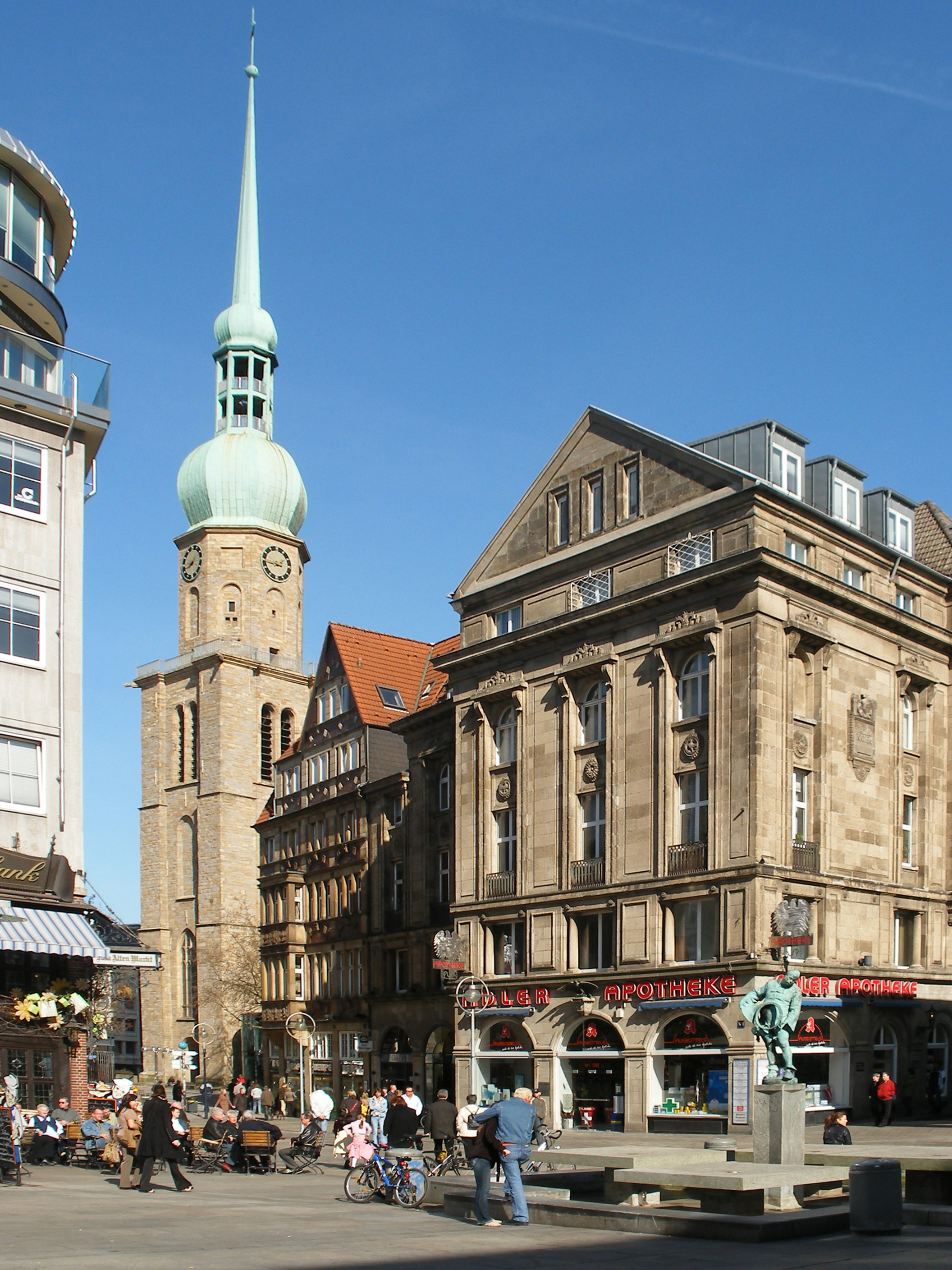
Vieux marché St. Reinoldi

### Le centre-ville
Le centre-ville de Dortmund offre une image pleine de contrastes. Des bâtiments historiques comme l'Altes Stadthaus ou le Krügerpassage côtoient l'architecture d'après-guerre comme la Gesundheitshaus et des constructions en béton avec des églises romanes comme l'église Saint-Renaud et la Marienkirche (de). La destruction quasi totale du centre-ville de Dortmund pendant la Seconde Guerre mondiale (98%) a donné lieu à un paysage architectural varié. La reconstruction de la ville a suivi le style des années 1950, tout en respectant l'ancienne disposition et l'appellation des rues. Le centre-ville de Dortmund conserve encore les contours de la cité médiévale. Une rocade marque l'ancienne muraille de la ville et la Westen-/Ostenhellweg, qui fait partie d'une route médiévale de commerce du sel, est toujours la principale rue (piétonne) qui traverse le centre-ville.
Ainsi, la ville se caractérise aujourd'hui par des bâtiments simples et modestes d'après-guerre, avec quelques bâtiments d'avant-guerre entrecoupés qui ont été reconstruits en raison de leur importance historique. Certains bâtiments du "Wiederaufbauzeit" (époque de la reconstruction), par exemple l'opéra, sont aujourd'hui considérés comme des classiques de l'architecture moderne.

### Les quartiers
Contrairement au centre-ville de Dortmund, une grande partie des quartiers intérieurs autour de l'ancien centre médiéval ont échappé aux dommages lors de la Seconde Guerre mondiale et du réaménagement d'après-guerre.

#### Kreuzviertel

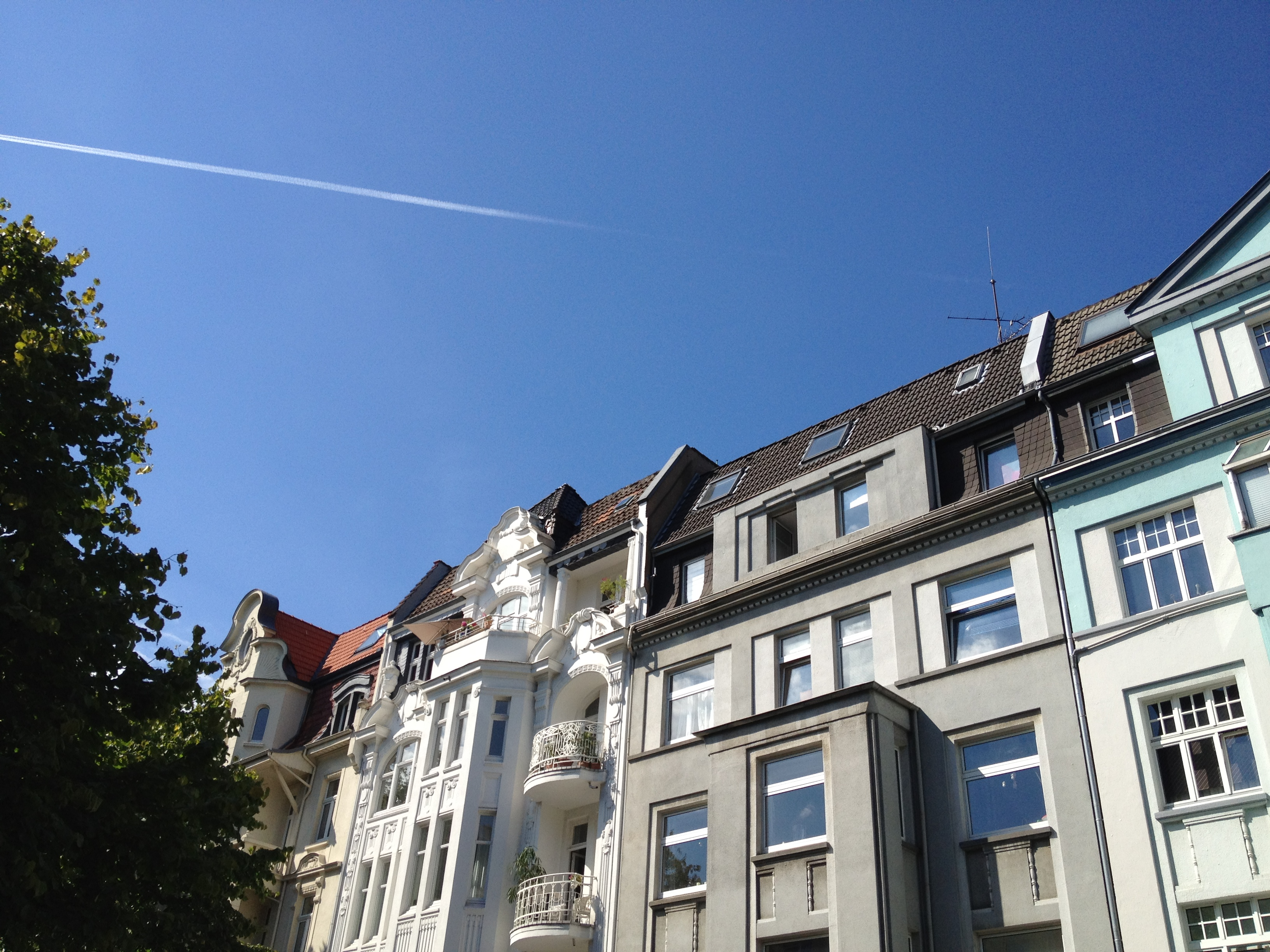
Résidences à Kreuzviertel

Le Kreuzviertel se caractérise par des bâtiments anciens, dont la plupart datent du début du XXe siècle (1884 à 1908). Plus de 80 % de tous les logements de la région ont été construits avant 1948, le plus ancien bâtiment de la Dortmund University of Applied Sciences and Arts datant encore de 1896. Au cours de la Seconde Guerre mondiale, relativement peu de bâtiments ont été détruits par rapport à d'autres quartiers de la ville. Aujourd'hui, le Kreuzviertel forme une zone de construction historique presque homogène. Plus de 100 bâtiments restent protégés en tant que monuments historiques, comme la Kreuzkirche à Kreuzstraße et la première église en béton d'Allemagne. Aujourd'hui, le Kreuzviertel est un quartier branché avec des tavernes, restaurants, bistros, galerie et petits magasins. De plus, les efforts locaux pour embellir et revigorer le quartier ont renforcé le sentiment naissant d'appartenance et d'expression artistique. Le parc Ouest est le poumon vert du Kreuzviertel et pendant les mois de mai à octobre un centre de la vie urbaine étudiante. Le district a les prix immobiliers les plus élevés de Dortmund.

#### Kaiserviertel

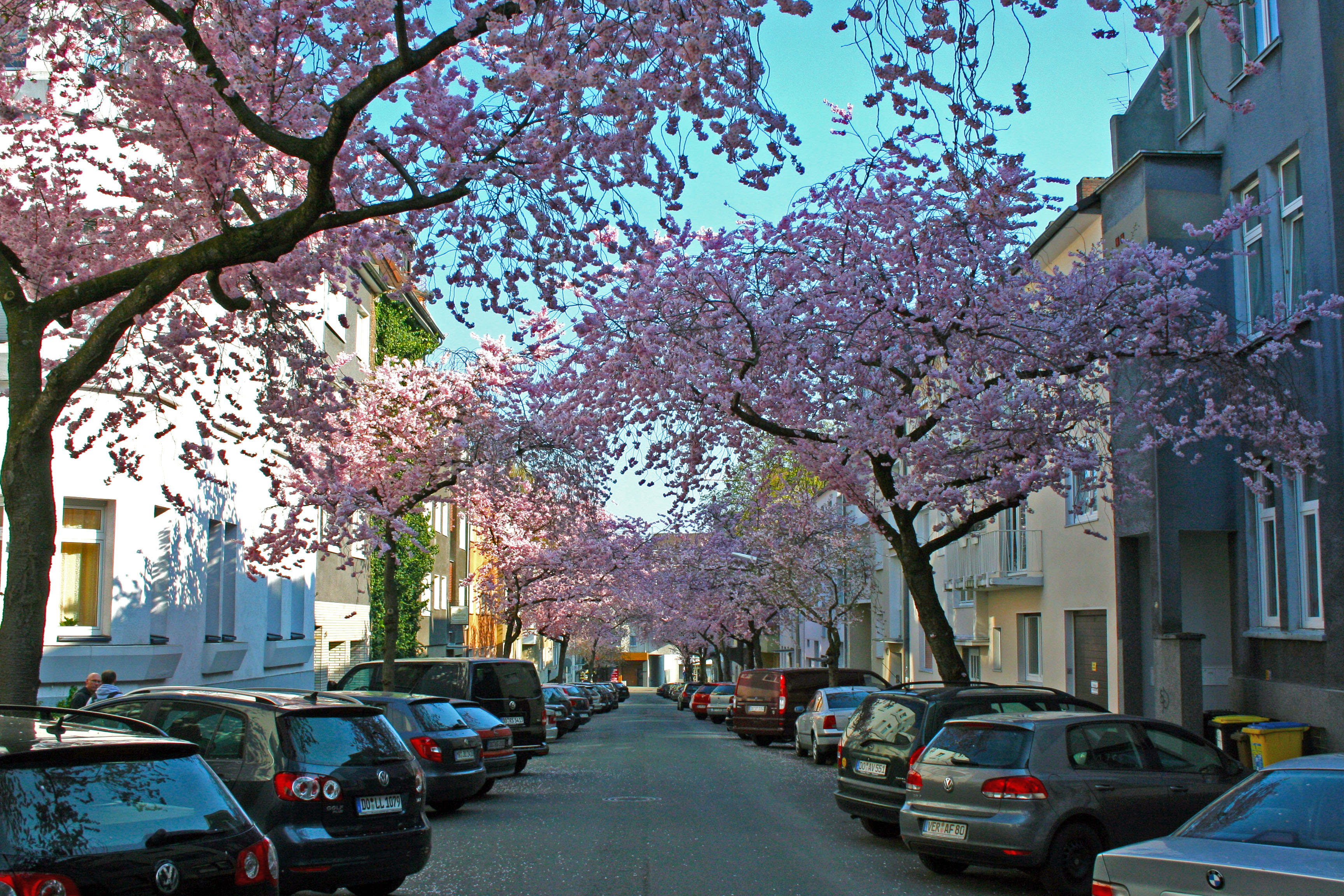
Rue de Sakura

Le quartier Kaiserstraßen est situé à l'est des anciens remparts de Dortmund et suit le cours de la Westen-/Ostenhellweg. Dans ce quartier, de nombreux bâtiments magnifiques datant des années 1900 et de nouveaux bâtiments datant des années 1950 sont situés à côté de l'Office national des mines de Dortmund, tribunal, le consulat et le cimetière de l'Est, protégé du patrimoine. Le district est caractérisé par l'employé de l'Amtsgericht, du Landgericht (les première et deuxième instances de juridiction ordinaire) et de la Prison.
Aujourd'hui, le Kaiserbrunnen historique et le panneau d'entrée de la Kaiserstraße sont des points de départ importants pour une visite du quartier commerçant populaire. Le Moltkestreet, aussi connu sous le nom de rue Sakura, est devenu célèbre après que les photographes ont commencé à poster des photos d'arbres en fleurs. Chaque printemps, généralement en avril, la rue de la Kaiserstraßen est en plein essor avec ses fleurs roses et attire les touristes.

#### Unionviertel

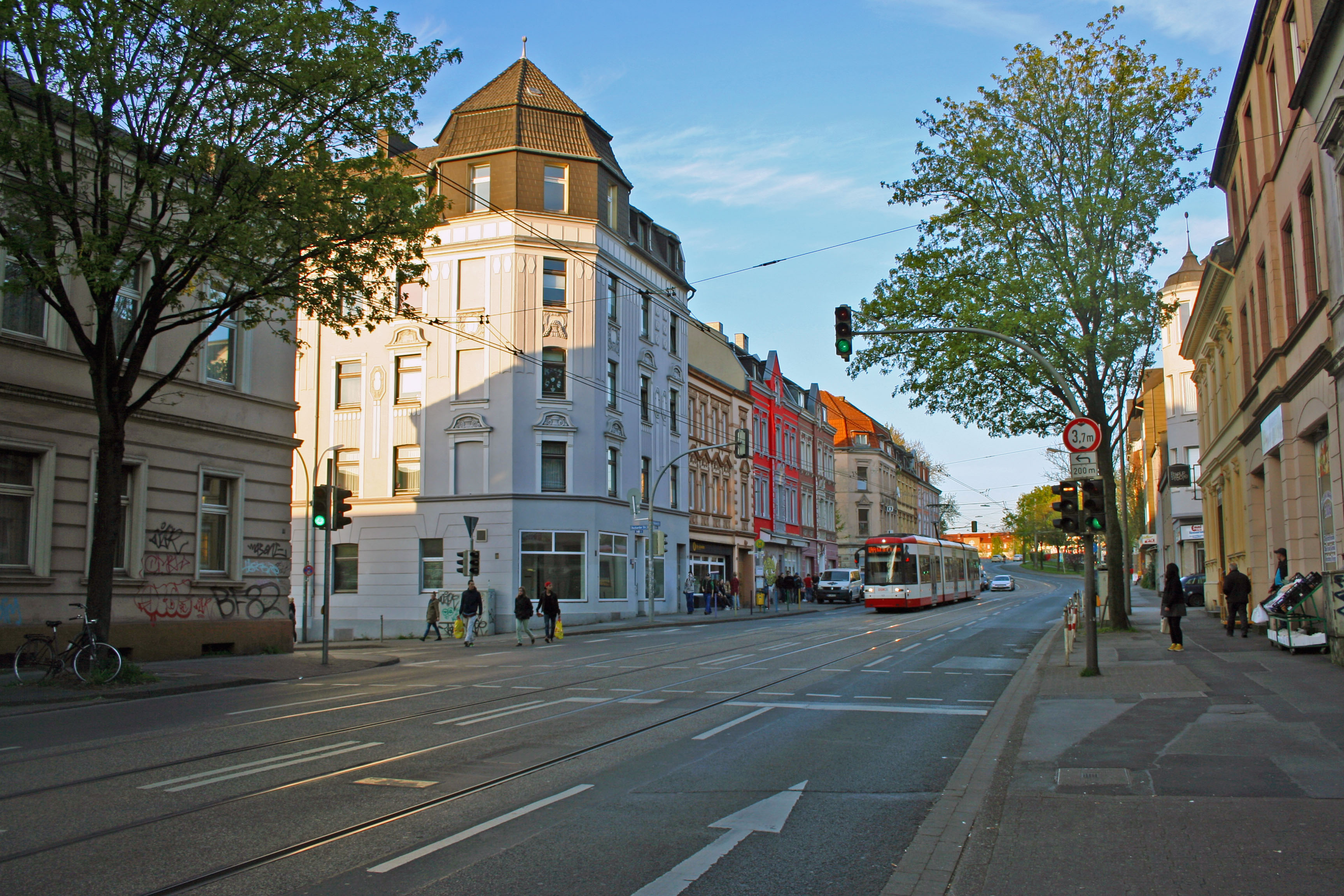
Rheinische Straße

Le quartier Union est situé à l'ouest des anciens remparts de Dortmund et suit le cours de la Westen-/Ostenhellweg. Le quartier de la Dortmunder U et de la Rheinische Straße a longtemps été marqué par la vacance et les distorsions sociales dues aux changements structurels. Aujourd'hui, elle développe une jeune scène artistique inspirante, avec de plus en plus d'étudiants grâce à des appartements moins chers à proximité de l'université et une gastronomie dynamique. Ce développement bénéficie fortement du nouveau phare très visible, le centre d'art et de création Dortmunder U, inauguré en 2010. Pourtant, pendant un certain temps, ce sont surtout les militants du Union Gewerbehof et d'autres parties prenantes individuelles qui ont initié le changement.

#### Hörde
Hörde est une commune située dans le sud de la ville de Dortmund. À l'origine, Hörde était une ville séparée (jusqu'en 1929) et fut fondée par les comtes de Mark en opposition à leur principal ennemi, la ville de Dortmund. En 1388 eut lieu le "Großen Dortmunder Fehde" (grand fief de Dortmund), où la ville de Dortmund se battit contre l'alliance des villes environnantes. La lutte prit fin en 1390, avec la défaite de Hörde et de ses alliés Herdecke, Witten, Bochum, Castrop-Rauxel, Lünen, Unna et Schwerte. Aujourd'hui, Hörde fait partie de Dortmund avec ses vieux bâtiments restaurés et son architecture moderne. Le château de Hörder Burg a été construit au XIIe siècle et se trouve à l'est de la ville, à proximité de l'Emscher et du lac Phoenix.
Le lac Phoenix a été l'un des plus grands projets de réaménagement urbain en Europe. Sur le site de l'ancien haut fourneau et de l'aciérie de ThyssenKrupp, une nouvelle zone urbaine et de loisirs a été créée et développée à 3 kilomètres du centre-ville de Dortmund.
La surface d'eau de 24 acres est plus grande que celle de l'Alster de Hambourg. Des zones résidentielles attrayantes à prix élevé ont ainsi été créées sur les rives sud et nord du lac. Au bord du lac à l'ouest, le centre-ville actuel de Hörde est agrandi par un port urbain et une zone urbaine mixte et fonctionnelle.

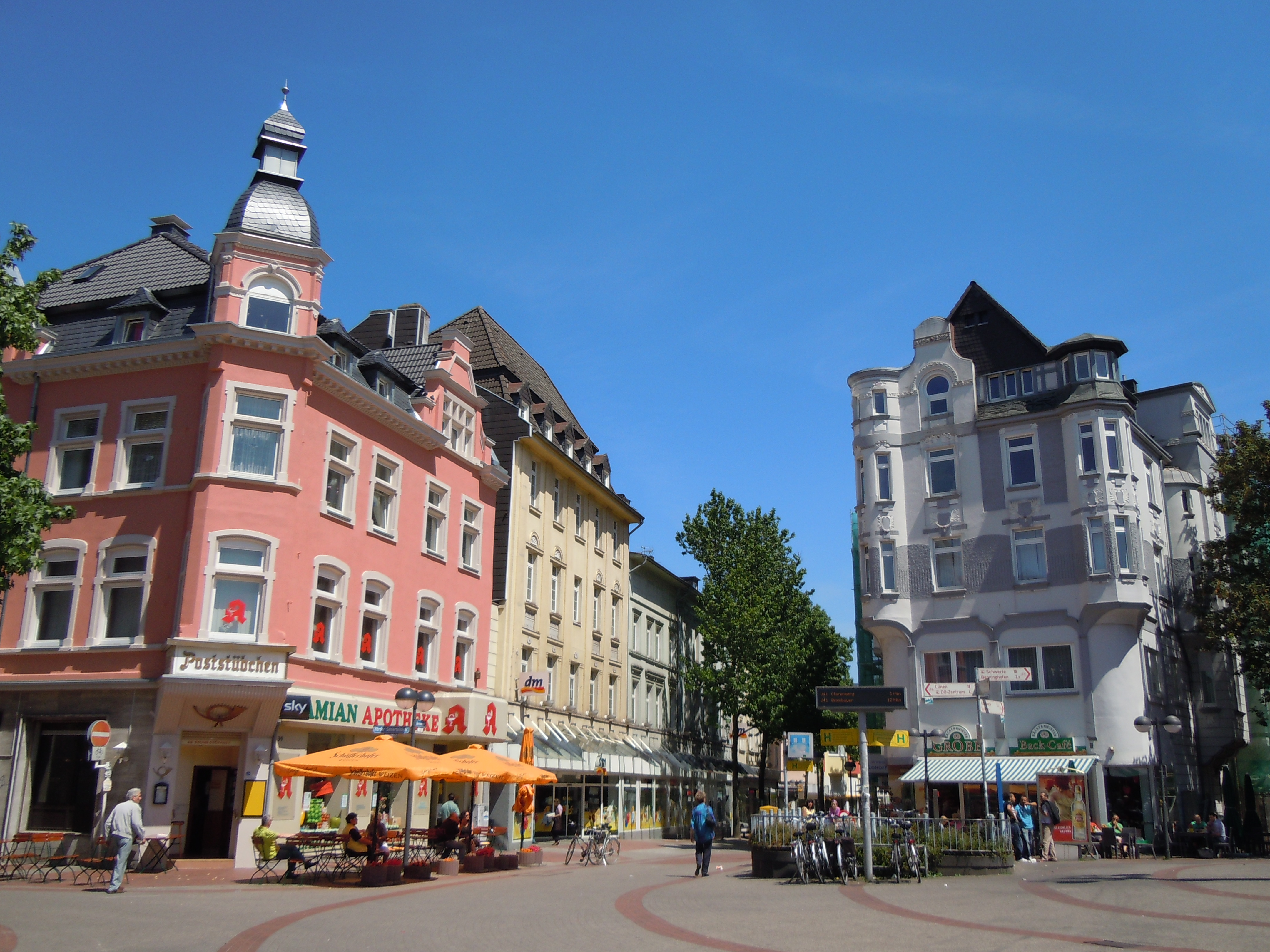
Vieille ville
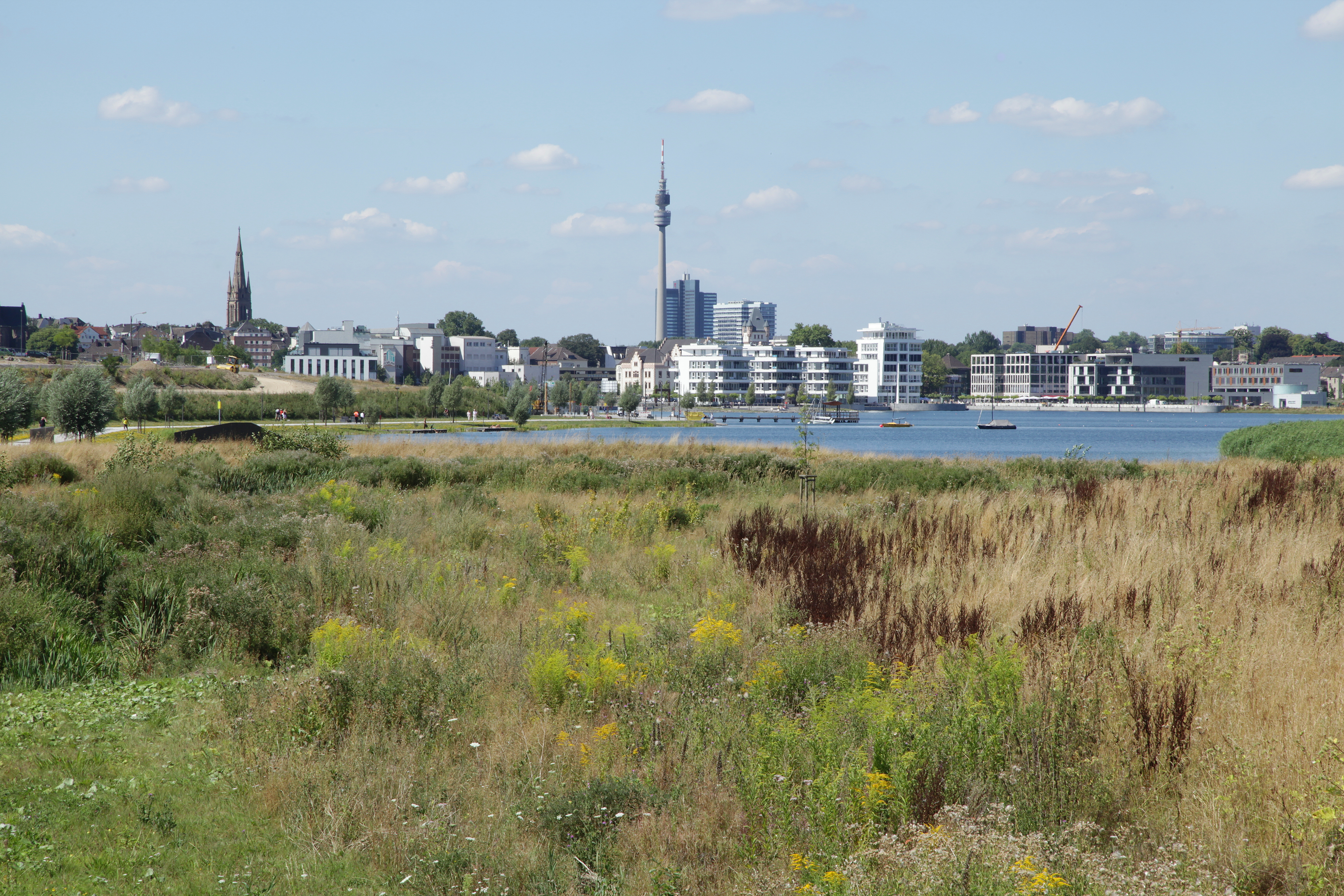
Lac Phoenix
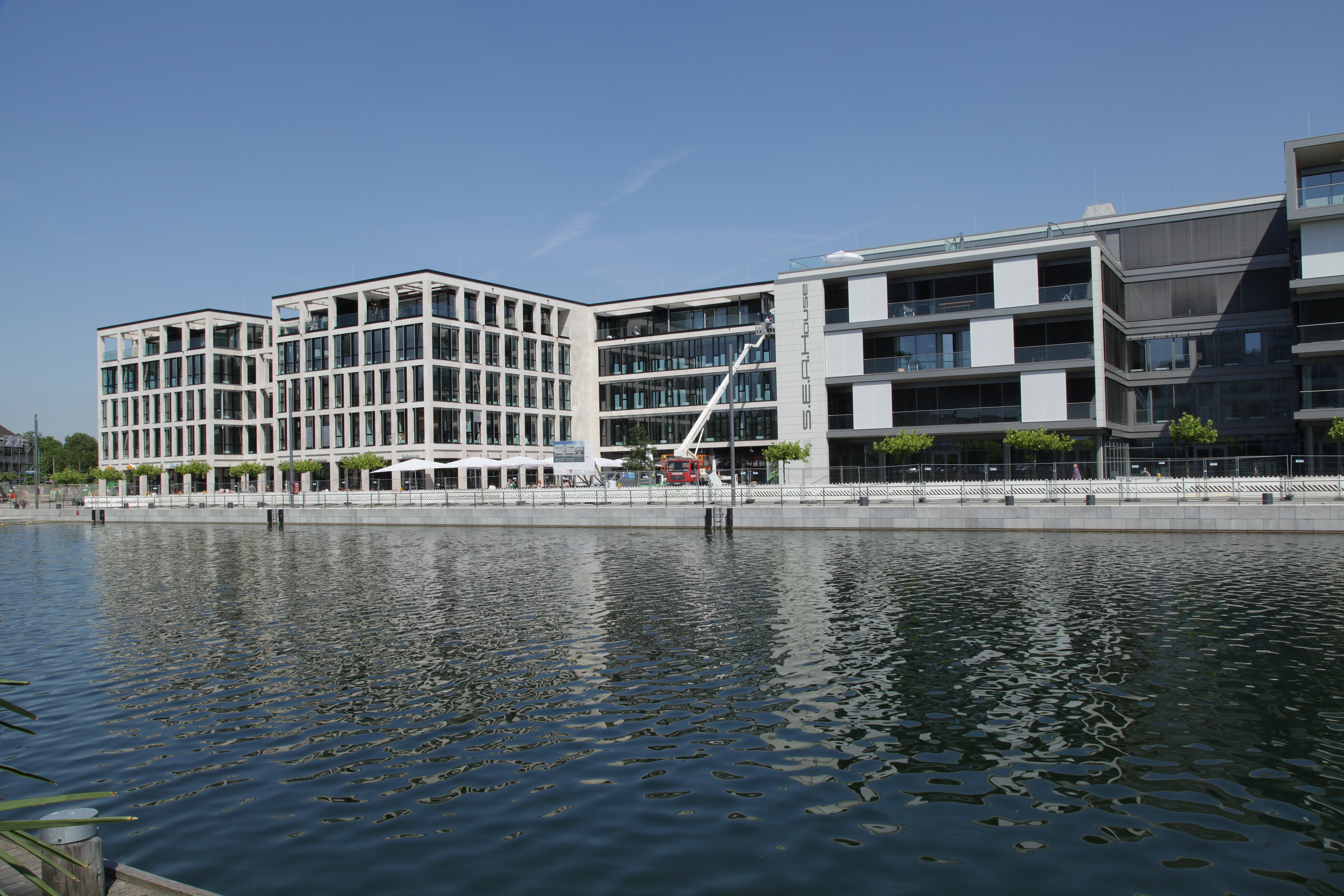
Promenade du port
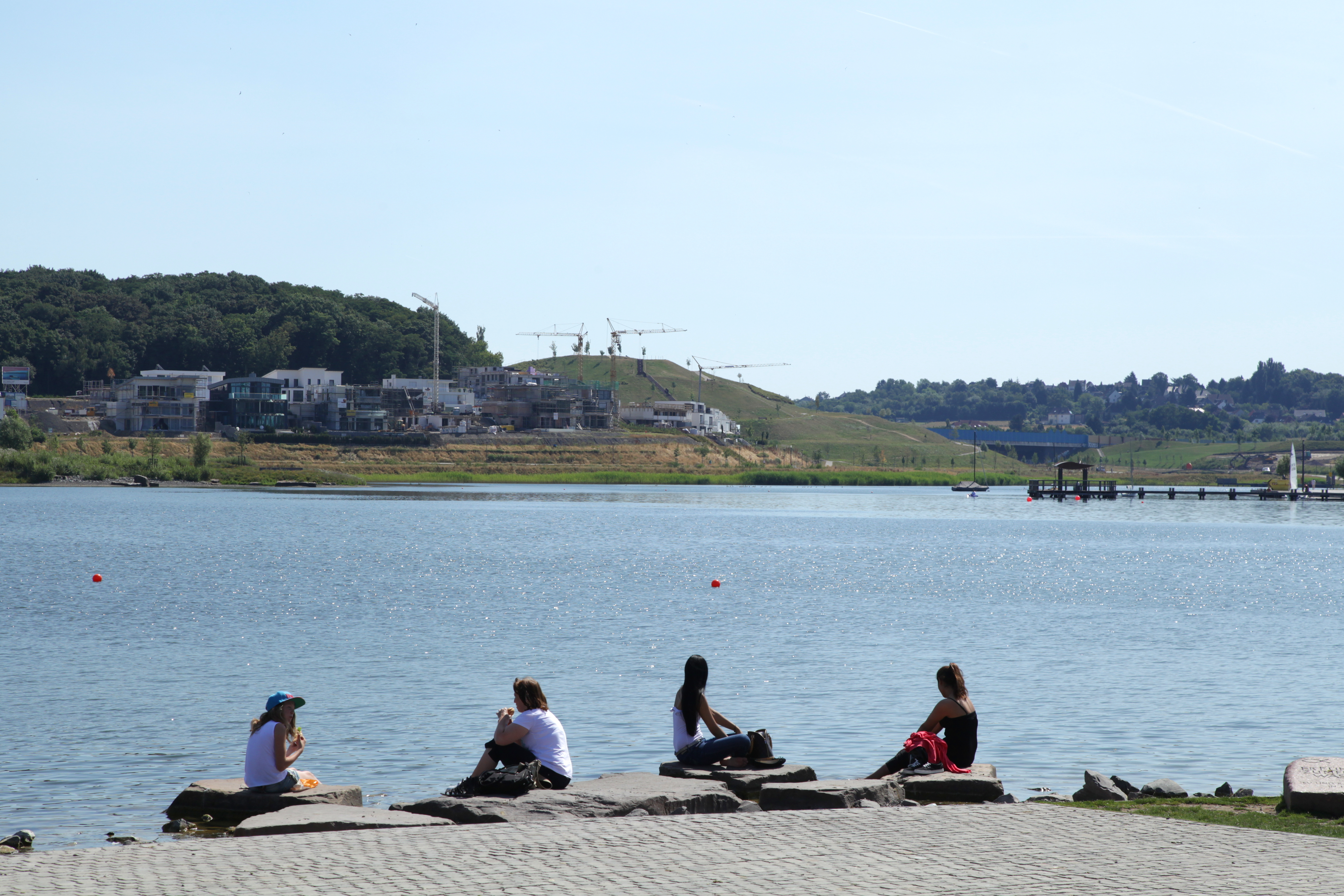
Kaiser Colline

## Politique et administration
La politique est dominée à Dortmund par les sociaux-démocrates du SPD qui est le parti le plus puissant au conseil municipal (Stadtrat) presque toujours depuis la Seconde Guerre mondiale. Depuis les élections municipales de 2020, il y a 11 partis et groupes d'électeurs au conseil municipal.

### Résultats de l'élection du bourgmestre en 2020
| Candidats                | Candidats                | Partis                                       | Premier tour | Premier tour | Second tour | Second tour |
| Candidats                | Candidats                | Partis                                       | Voix         | %            | Voix        | %           |
| ------------------------ | ------------------------ | -------------------------------------------- | ------------ | ------------ | ----------- | ----------- |
|                          | Thomas Westphal          | Parti social-démocrate d'Allemagne (SPD)     | 75 565       | 35,87        | 75 884      | 52,06       |
|                          | Dr. Andreas Hollstein    | Union chrétienne-démocrate d'Allemagne (CDU) | 54 505       | 25,87        | 69 876      | 47,94       |
|                          | Daniela Schneckenburger  | Alliance 90 / Les Verts (Grünen)             | 46 015       | 21,84        |             |             |
|                          | Utz Kowalewski           | Die Linke                                    | 9 351        | 4,44         |             |             |
|                          | Michael Kauch            | Parti libéral-démocrate (FDP)                | 6 538        | 3,10         |             |             |
|                          | Bernd Schreyner          | La Droite                                    | 6 274        | 2,98         |             |             |
|                          | Judith Storb             | Die PARTEI (DP)                              | 5 019        | 2,38         |             |             |
|                          | Carl Hendrik Raub        | Draub pour Durtmund                          | 2 552        | 1,21         |             |             |
|                          | Autres candidats         | Autres candidats                             | 4 840        | 2,31         |             |             |
|                          |                          |                                              |              |              |             |             |
| Votes valides            | Votes valides            | Votes valides                                | 210 659      | 99,08        | 145 760     | 98,96       |
| Votes blancs et nuls     | Votes blancs et nuls     | Votes blancs et nuls                         | 1 950        | 0,92         | 1 529       | 1,04        |
| Total                    | Total                    | Total                                        | 212 609      | 100          | 147 289     | 100         |
| Abstention               | Abstention               | Abstention                                   | 239 316      | 52,95        | 304 421     | 67,39       |
| Inscrits / participation | Inscrits / participation | Inscrits / participation                     | 451 925      | 47,05        | 451 710     | 32,61       |

### Le conseil municipal (élections de 2014)
|                           |                                                  |         |       |      |        |     |
| Parti                     | Parti                                            | Voix    | %     | +/-  | Sièges | +/- |
|                           | Parti social-démocrate d'Allemagne (SPD)         | 63 096  | 29,96 | 8,22 | 27     | 9   |
|                           | Alliance 90 / Les Verts (Grünen)                 | 52 241  | 24,81 | 9,40 | 22     | 7   |
|                           | Union chrétienne-démocrate d'Allemagne (CDU)     | 47 405  | 22,51 | 4,67 | 20     | 6   |
|                           | Die Linke                                        | 11 825  | 5,62  | 1,23 | 5      | 1   |
|                           | Alternative pour l'Allemagne (AfD)               | 11 547  | 5,48  | 2,10 | 5      | 2   |
|                           | Parti libéral-démocrate (FDP)                    | 7 345   | 3,49  | 1,04 | 3      | 1   |
|                           | Die PARTEI                                       | 5 851   | 2,78  | 2,64 | 3      | 3   |
|                           | La Droite                                        | 2 369   | 1,12  | 0,08 | 1      | 0   |
|                           | Parti de protection des animaux                  | 1 995   | 0,95  | Nv.  | 1      | 1   |
|                           | Association pour la diversité et la tolérance    | 1 737   | 0,82  | Nv.  | 1      | 1   |
|                           | Parti des pirates (Allemagne)                    | 1 848   | 0,88  | 1,46 | 1      | 1   |
|                           | Liste citoyenne - Électeurs libres pour Dortmund | 1 359   | 0,65  | 0,33 | 1      | 0   |
|                           | Autres                                           | 1 974   | 0,93  | -    | 0      | 1   |
|                           |                                                  |         |       |      |        |     |
| Suffrages exprimés        | Suffrages exprimés                               | 210 592 | 99,04 |      |        |     |
| Votes blancs et invalides | Votes blancs et invalides                        | 2 047   | 0,96  |      |        |     |
| Total                     | Total                                            | 212 639 | 100   | -    | 90     | 0   |
| Abstentions               | Abstentions                                      | 239 286 | 52,95 |      |        |     |
| Inscrits / participation  | Inscrits / participation                         | 451 925 | 47,05 |      |        |     |

## Les activités culturelles
La ville a une longue tradition de musique et de théâtre. L'orchestre a été fondé en 1887 et s'appelle maintenant Dortmunder Philharmoniker. Le premier opéra a été construit en 1904, détruit pendant la Seconde Guerre mondiale et rouvert en 1966 sous le nom d'Opernhaus Dortmund. Il est exploité par le Théâtre Dortmund en collaboration avec d'autres établissements, dont (depuis 2002) le Konzerthaus Dortmund. Le Konzerthaus Dortmund figure sur la liste ECHO comme l'une des 21 salles de concert les plus remarquables d'Europe.
La tour U de Dortmund, qui était autrefois une brasserie, est aujourd'hui le centre européen de l'économie créative et du Museum am Ostwall. La zone autour de la tour U appelée "Union Viertel" fait partie du quartier créatif de la Ruhr et est enracinée dans la capitale européenne de la culture Ruhr 2010.
Dortmund est également célèbre pour son marché de Noël, qui attire plus de trois millions et demi de visiteurs sur 300 stands autour d'un gigantesque sapin de Noël de 45 mètres de haut. Le marché est célèbre pour ses ornements faits à la main et ses délicatesses.

## Le patrimoine architectural

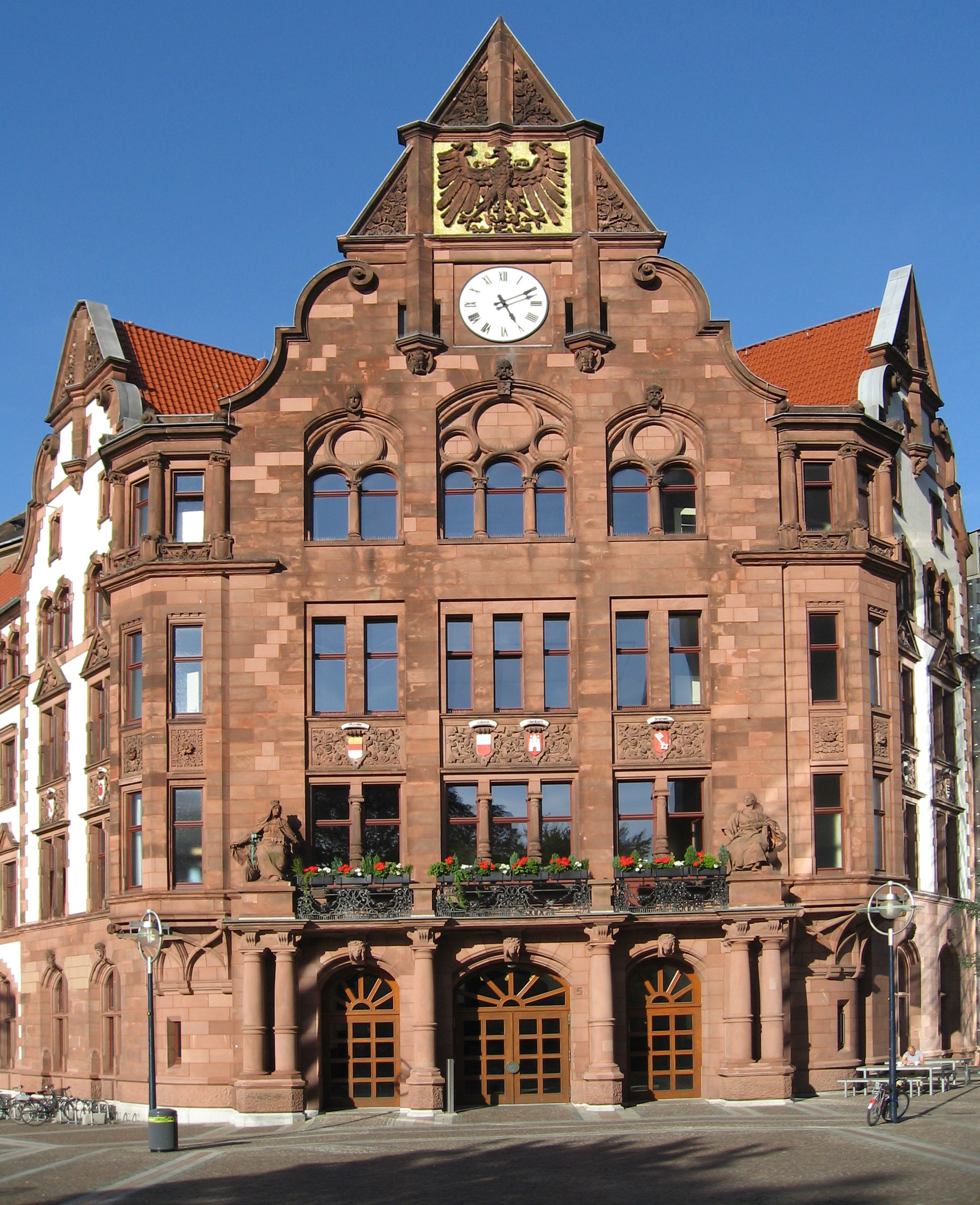
Ancien Hôtel de ville

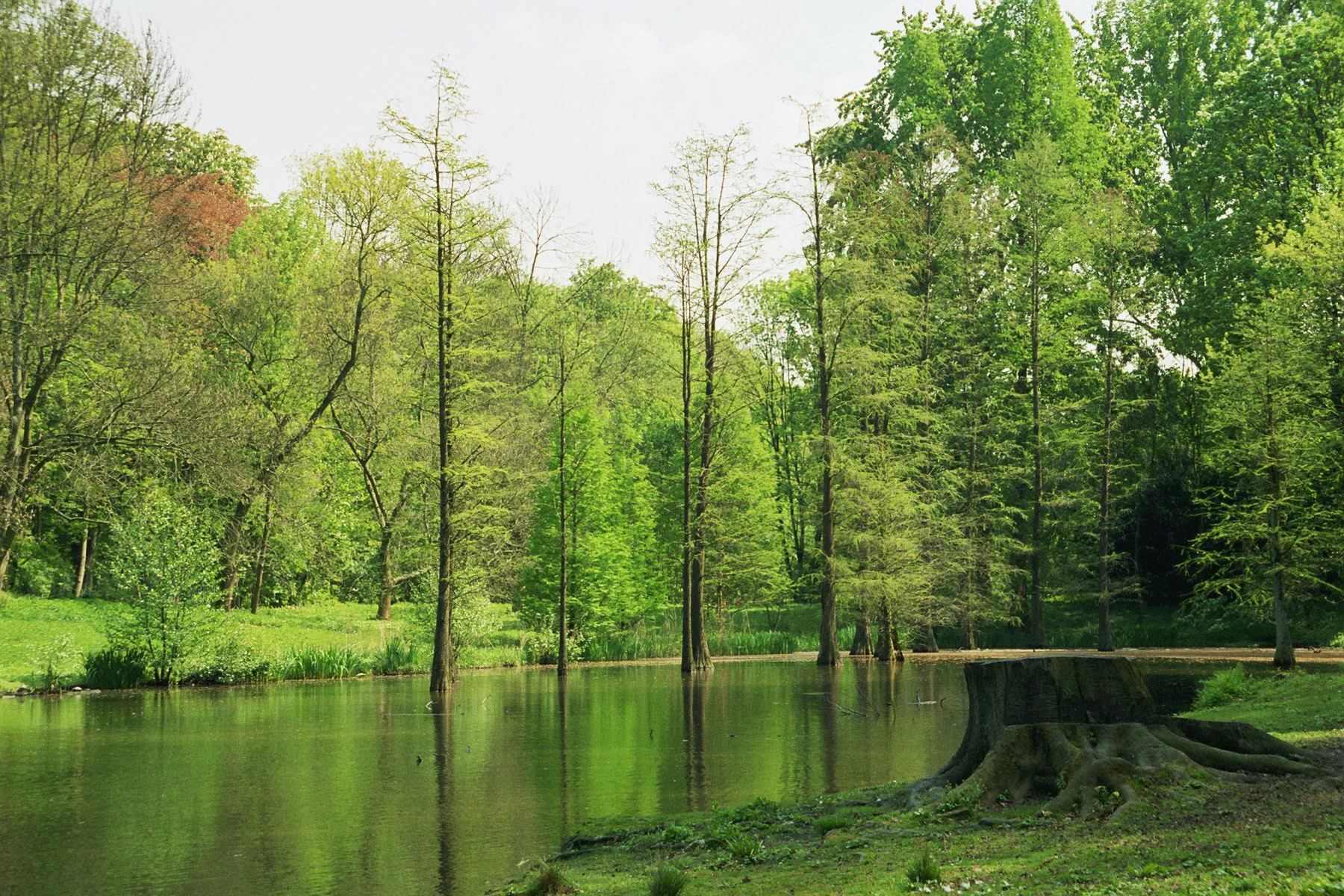
Vue du Rombergpark

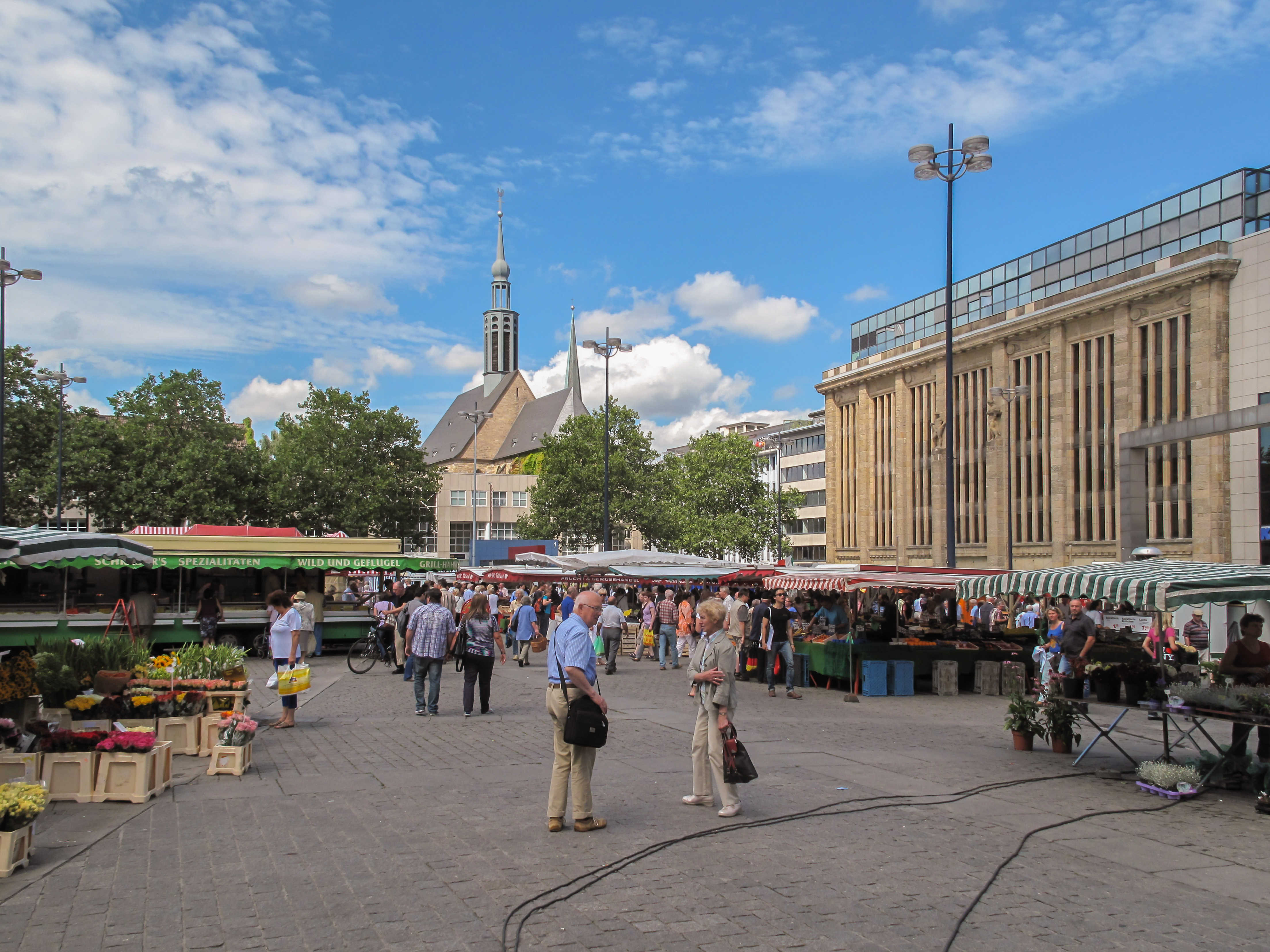
Le marché sur la Hansaplatz

Le ton de l'histoire culturelle est donné par l'ensemble des églises du centre-ville dont les tours caractérisent le panorama de Dortmund. La Reinoldikirche et la Marienkirche constituent des joyaux d'architecture médiévale. Le centre-ville de Dortmund conserve les caractéristiques d'une cité médiévale. Une route circulaire marquant l'emplacement des anciens murs de la ville, la Westen-/Ostenhellweg, partie d'une route de commerce du sel du Moyen Âge, étant toujours la route principale découpant le centre-ville.
- Église Saint-Renaud (Reinoldikirche), construite autour de l'an 800. L'édifice actuel a été construit entre 1250 et 1270. L'église avait été largement endommagée par un tremblement de terre en 1661 qui avait nécessité une large reconstruction. Restaurée après la Seconde Guerre mondiale, elle comporte une tour gothique de 112 m connue sous le nom de « Merveille de Westphalie ».
- Église Saint-Pierre de Dortmund (Petrikirche), est une église protestante datant du XIVe siècle. Elle est connue pour son grand autel sculpté (connu sous le nom de « Miracle doré de Dortmund »), datant de 1521. Il est constitué de 633 figures sculptées en chêne décrivant 30 scènes de Pâques.
- Marienkirche, une église protestante à l'origine construite en 1170-1200 mais reconstruite après la Seconde Guerre mondiale. L'autel date de 1420.
- Tour Florian (Tour de télévision de Dortmund) : Une des premières tours de télévision construites en Allemagne, elle accueille un restaurant tournant - un des premiers au monde. D'une taille de 140 m, elle a servi à la pratique du saut à l'élastique. Cette pratique a cependant cessé à la suite d'un accident tragique ayant eu pour épilogue la mort d'un pratiquant.
- Signal Iduna Park : Stade de football du Borussia Dortmund, autrefois connu sous le nom de Westfalenstadion.
- Les Westfalenhallen, un grand centre des congrès qui accueille plusieurs conventions importantes, foires commerciales, concours de patinage, concerts et d'autres événements sportifs importants depuis 1925.
- Musée du Charbonnage industriel westphalien de Zollern, un point d'intérêt de la REPI, la Route européenne du patrimoine industriel.
- Cokerie Hansa : fermée en 1992, conservée en tant que sculpture monumentale, servant de musée des activités industrielles du XIXe siècle et du XXe siècle.
- Haus Bodelschwingh, château fort du XIIIe siècle.
- Haus Dellwig château fort du XIIIe siècle partiellement reconstruit au cours du XVIIe siècle. La façade, la tour de guet et deux bâtiments à colombage sont d'origine.
- Haus Rodenberg, château fort du XIIIe siècle.
- Altes Stadthaus construit en 1899 par Friedrich Kullrich.
- Wasserschloss Bodelschwingh.
- Maison d'hôte du Parc Romberg XVIIe siècle, une maison d'hôte transformée en château fort, il abrite désormais une galerie d'art.
- RWE Tower (gratte-ciel le plus haut de Dortmund culminant à 120 mètres).
- L'Opéra de Dortmund, construit en 1966 à la place de l'ancienne synagogue qui a été détruite par les nazis en 1938.
- La Konzerthaus Dortmund accueille l'Orchestre philharmonique de Dortmund depuis 2002.

## Les activités sportives

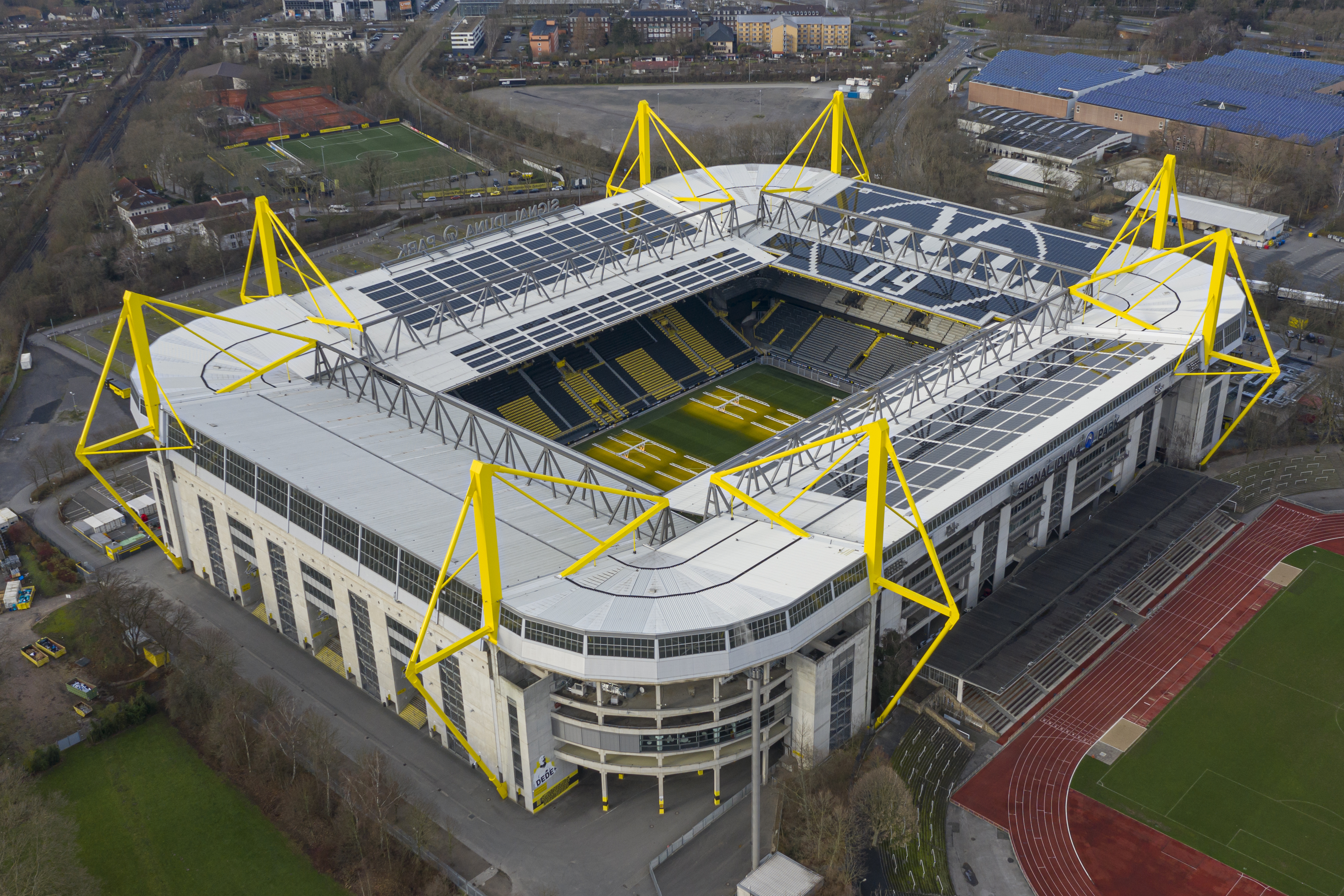
Signal Iduna Park, stade du Borussia Dortmund

Dortmund est la ville du club omnisports du Borussia Dortmund, particulièrement connu pour sa section de football qui a gagné la coupe d'Europe des clubs champions et la coupe intercontinentale en 1997, ainsi que la coupe d'Europe des vainqueurs de coupes en 1966. Il s'agit du premier vainqueur de la coupe d'Europe des vainqueurs de coupes en Allemagne. Le club joue au Signal Iduna Park, connu auparavant sous le nom de « Westfalenstadion ». Le stade a été construit pour la coupe du monde 1974 et a aussi accueilli des matchs de la coupe du monde 2006, dont la défaite de l'équipe d'Allemagne face à l'Italie en demi-finale. Il s'agit du plus grand stade d'Allemagne avec une capacité de 83 000 spectateurs.
Les autres sections du Borussia Dortmund comprennent une équipe de handball féminin (vainqueur de la Bundesliga en 2021), une équipe de tennis de table et une équipe de basket-ball (SVD 49 Dortmund) qui jouent au second niveau national de leurs ligues respectives.
De nombreux évènements sportifs se tiennent dans les Westfalenhallen. Le Tournoi d'échecs de Dortmund, un des principaux tournois d'échecs annuels, se tient à Dortmund depuis 1982.

## Les jumelages

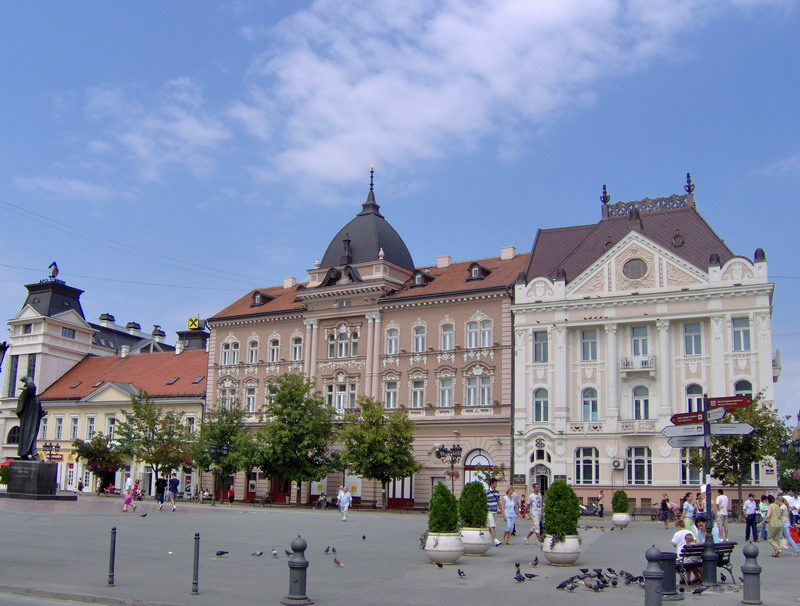
Novi Sad, l'une des villes avec laquelle Dortmund est jumelée.

- Amiens (France) depuis 1960. Les échanges sont culturels, artistiques et sportifs (aéroclub).
- Leeds (Angleterre)
- Rostov-sur-le-Don (Russie)
- Buffalo (New York) (États-Unis)
- Netanya (Israël)
- Xi'an (Chine)
- Novi Sad (Serbie)

## Personnalités liées à la commune
Sont nés à Dortmund :
- Friedrich Arnold Brockhaus (1772-1823), éditeur
- Fritz Anneke (de) (1818-1872), officier et révolutionnaire
- Agnes Neuhaus (1854-1944), femme politique
- Hedwig Dransfeld (1871-1925), femme politique, écrivaine et militante féministe catholique
- Wilhelm Canaris (1887-1945), dignitaire nazi et chef des services secrets du Troisième Reich
- Wilhelm Heckmann (1897-1995), musicien
- Gerta Overbeck (1898-1977), peintre de la Nouvelle objectivité
- Alexander Möller (1903-1985), homme politique
- Bolesław Napierała, (1909-1976), ancien coureur cycliste polonais.
- Heinz Lammerding (1905-1971), criminel de guerre, général Waffen-SS et ingénieur allemand.
- Lothar Emmerich (1941-2003), footballeur
- Dietlind Petzold (1941-), sculptrice allemande
- Annegret Richter (1950-), athlète spécialiste du sprint
- Michael Zorc (1962-), footballeur [19]
- Michael Steinbrecher (de) (1965-), journaliste sportif
- Lars Ricken (1976-), footballeur
- Christina Becker (1977-), athlète (cyclisme sur piste)
- Yasemin Şamdereli (1973 -), réalisatrice et actrice
- Marco Reus (1989-), footballeur
- Kevin Großkreutz (1988-), footballeur
- Marvin Ducksch (1994-), footballeur
- Julia Wissert (1984-), metteuse en scène

À Dortmund sont décédés :
- Heinrich Schüchtermann (de) (1830-1895), industriel
- Luise von Winterfeld (1882-1967), archiviste paléographe, spécialiste de la Hanse et de la ville de Dortmund.

Autres :
- Rosa Buchthal (1874-1958), première femme élue conseillère communale ; elle siège de 1919 à 1928